# Louis Michel
Louis Hortense Omer Charles Michel (Tienen, 2 september 1947) is een Belgisch politicus van de Franstalige liberale partij Mouvement Réformateur (MR). Hij is de vader van politici Charles en Mathieu Michel, beiden tevens van de MR.

## Levensloop
Louis Michel behaalde een diploma van regent in Germaanse Talen en werd beroepshalve leraar Engels, Duits en Nederlands aan het CEPES in Geldenaken.
De familie Michel komt uit Hoegaarden, waar die als de ‘Sellekes’ gekend is. Louis Michel "ging naar school in Hoegaarden, waar hij tot 1955 woonde, en spreekt ook nog perfect het Hoegaards dialect".
Hij werd politiek actief voor de toenmalige PLP en was van 1967 tot 1977 voorzitter van de Jonge Liberalen-afdeling van het arrondissement Nijvel. In 1976 werd hij voor de partij verkozen tot gemeenteraadslid van Geldenaken, waar hij van 1977 tot 1982 schepen en van 1983 tot 2004 burgemeester was.
In december 1978 werd hij voor de PRL verkozen tot lid van de Kamer van volksvertegenwoordigers in het arrondissement Nijvel en bleef deze functie uitoefenen tot in 1999. Door het toen bestaande dubbelmandaat zetelde hij van 1978 tot 1980 ook in de Franse Cultuurraad en van 1980 tot 1995 in de Waalse Gewestraad en de Raad van de Franse Gemeenschap. Van 1992 tot 1995 was hij de voorzitter van de PRL-fractie in de Kamer.
Van 1980 tot 1982 was Michel secretaris-generaal van de PRL. In december 1981 werd hij op 34-jarige leeftijd interim-voorzitter van de partij, nadat de vorige voorzitter, Jean Gol, was toegetreden tot de regering-Martens V. Een maand later, in januari 1982, werd Michel officieel verkozen tot voorzitter van de PRL. Hij bleef deze functie uitoefenen tot begin 1990. Na het plotse overlijden van Jean Gol in september 1995 werd Michel opnieuw partijvoorzitter van de PRL en bleef dit tot in 1999. Tijdens zijn tweede periode als partijvoorzitter was hij verantwoordelijk voor de vorming van het kartel PRL-FDF-MCC, dat in 2002 zou opgaan in de Mouvement Réformateur (MR).
Het kartel PRL-FDF-MCC kende bij de verkiezingen van 1999 een grote overwinning. Bij deze verkiezingen werd Louis Michel verkozen in de Senaat, waar hij tot in 2004 bleef zetelen. Na de verkiezingen werd hij in juni 1999 aangeduid tot informateur, waarna hij in juli 1999 als vicepremier en minister van Buitenlandse Zaken en Buitenlandse Handel toetrad tot de Regering-Verhofstadt I. Toen in 2003 de Regering-Verhofstadt II gevormd werd, bleef hij deze functies behouden.
Na de regionale verkiezingen van 2004, waarbij de MR een nederlaag leed, werd Louis Michel in juli 2004 aangeduid tot Eurocommissaris als opvolger van Philippe Busquin. Hij verliet hierdoor de regering en eveneens de Belgische politiek. Hij bleef Eurocommissaris tot in juli 2009 en had de bevoegdheden Ontwikkeling en Internationale Hulp.
In juli 2009 werd Louis Michel lid van het Europees Parlement. In deze functie houdt hij zich voornamelijk bezig met fundamentele vrijheden en zaken in verband met Afrika. In mei 2014 werd hij herkozen als Europarlementslid. Bij de verkiezingen van 2019 was hij geen kandidaat meer.
In december 2009 greep hij naast de post van voorzitter van de Algemene Vergadering van de Verenigde Naties.
In 2010 verdedigde Michel koning Leopold II in verband met de diens positie ten aanzien van de Onafhankelijke Congostaat. Hij noemde Leopold "een held met ambitie voor een klein landje als België".
In november 2013 ontstond er een discussie over 229 amendementen ter afzwakking van de voorstellen voor een privacywet in de EU. Achteraf bleek dat zijn parlementair medewerker die had ingediend terwijl Michel zich in Afrika bevond.
Louis Michel maakt deel uit van de Belgische vrijmetselarij.

## Eretekens
- België: Minister van Staat
- België: Grootkruis Orde van Leopold II, KB 26 mei 2014
- Zweden: Grootkruis in de Orde van de Poolster[13]
- Grootkruis in de Orde van de Infante Dom Henrique
- Nederland: Grootkruis in de Orde van Oranje Nassau
- Spanje: Grootkruis in de Orde van Isabella de Katholieke
- Denemarken: Grootkruis in de Orde van de Dannebrog

## Trivia
- In de stripreeks Nero door Marc Sleen is hij in het album De Orde van de Lange Tenen (2000) te zien aan het frietkot van Jan Spier (strook 44).
- Hij dook ook op samen met Elio Di Rupo als twee bandieten in het album "De Rotsenzee" (2004) in de stripreeks Natasja door François Walthéry.[14]